# Chris Doerk
Chris Doerk (née le 24 février 1942 à Königsberg) est une chanteuse allemande.

## Biographie
Elle suit à Großenhain une formation de technicienne. Elle devient membre de l'Erich-Weinert-Ensemble au sein de la Nationale Volksarmee. En 1967, elle obtient un brevet de chanteuse de variétés. Elle et Frank Schöbel forment un duo qui sort Lieb mich so, wie dein Herz es mag, Häng den Mond in die Bäume en 1967 et Abends in der Stadt en 1969. Elle fait son premier concert en 1969 et participe l'année suivante au festival de Varadero, à Cuba, où elle acquiert une popularité. Doerk et Schöbel représentent le couple idéal dans ses chansons et des films musicaux produits par la DEFA. Chris Doerk et Frank Schöbel sont mariés de 1966 à 1974 ; de leur union naît un fils Alexander-Frank, en 1968.
En 1971, elle présente des émissions sur la DFF. En 1972 et 1973, elle participe à l'organisation du dixième festival mondial de la jeunesse et des étudiants à Berlin-Est. Elle exprime son engagement politique dans des chansons comme Die Rose von Chile.
Après avoir divorcé de Schöbel en 1974 et cassé aussi leur duo, Chris Doerk travaille avec le groupe d'Uve Schikora (de). À la suite de la fuite de Schikora durant une escale à Gander après une tournée à Cuba en 1976, elle fonde le groupe Chris Doerk und ihre Musikanten. En raison de problèmes vocaux, elle y met fin en 1986.
Après la fin de la RDA en 1990, elle se consacre d'abord à la peinture puis revient peu à peu à la musique. Depuis 2008, Frank Schöbel l'invite pour des duos lors de ses concerts. En octobre 2012, elle publie l'album Nur eine Sommerliebe qu'elle a écrit.
Elle vit à Kleinmachnow auprès de son mari, le photographe Klaus D. Schwarz.

## Discographie
- 1969: Chris und Frank (Amiga)
- 1971: Für unsere Freunde (Amiga)
- 1972: 3 x 4 - Chris Doerk & Frank Schöbel (Philips)
- 1973: Chris Doerk (Amiga)
- 1974: Chris Doerk 2 (Amiga)
- 1975: Chris Doerk 3 (Amiga)
- 1975: Chris Doerk Die großen Erfolge (Amiga)
- 1998: Chris Doerk Meine großen Erfolge (CD, Amiga BMG)
- 2008: Chris Doerk Hits und Raritäten (coffret, Hansa Amiga)
  - CD 1 – Die Erinnerung bleibt
  - CD 2 – Keinen Tag geb ich her
  - CD 3 – Die schönsten Träume
- 2008: Chris Doerk und Frank Schöbel: Links von mir, Rechts von mir: Die Duette (Sony/BMG)
- 2012: Chris Doerk Nur eine Sommerliebe (Buschfunk)

## Filmographie
- 1967: Heißer Sommer (de)
- 1972: Nicht schummeln, Liebling! (de)
- 2004: Feuer in der Nacht

## Source de la traduction
- (de) Cet article est partiellement ou en totalité issu de l’article de Wikipédia en allemand intitulé « Chris Doerk » (voir la liste des auteurs).